# Gouverneur Hospital
El Gouverneur Hospital es un edificio de la ciudad de Nueva York inscripto en el Registro Nacional de Lugares Históricos desde el 29 de octubre de 1982. Fue diseñado por John Rochester Thomas.
Construido entre 1897 y 1901 para albergar el hospital homónimo, desde 1994 es una residencia para pacientes con discapacidades psiquiátricas o con HIV/SIDA y para personas de bajos ingresos.

## Ubicación
El edificio está ubicado en el distrito histórico de Lower East Side, en Manhattan.